# جرف الصخر
جُرْف الصخر ويسمّيها الحشد الشعبي جرف النصر (وذلك بعد هزيمة داعش في جرف الصخر من قبل الحكومة العراقية) ناحية تبعد حوالي 60 كم جنوب غرب بغداد وشمال مدينة المسيب على بعد (13) كم، تبلغ مساحتها 283 كيلومتراً مربعاً، يسكنها نحو 140,000 نسمة (حسب تقديرات وزارة الهجرة)، أغلبهم من قبيلة الجنابين من الفلاحين العاملين بالزراعة؛ كونها تقع على نهر الفرات من الجهة اليمنى للنهر، تكثر فيها زراعة النخيل وأشجار الفاكهة وكذلك زراعة المحاصيل الحقليه مثل الحنطة والشعير وتسقى بواسطة المرشات المحوريه في منطقة الصحراء، تفتقر الناحية إلى البنية التحتية، وعانت الإهمال من بعد احتلال أمريكا للعراق في 2003 وذلك نتيجة لتدمير منشأة أحيائية (بيلوجية) وسيطرة تنظيم داعش على الناحية وكثرة العبوات المزروعة منذ احتلال العراق عام 2003 وكانت تابعة للتصنيع العسكري، وكذلك يوجود نسبة كبيرة من العاطلين عن العمل بالناحية.

## المقاطعات الزراعية
تتكون الناحية من سبع مقاطعات زراعية؛ وهي:

### الباج
الباج: بالجيم، قال احمد بن يحيى البلاذري (ت 289هـ): مَرَّ علي بن أبي طالب (كرم الله وجهه) بالأنبار، فخرج إليه أهلها بالهدايا إلى معسكره، فقال: اجمعوا الهدايا واجعلوها باجاً واحدًا، فعملوا، فسمي موضع معسكره الباج إلى الآن. وهي الآن في منطقة الباج الجنوبي، إذ تنقسم المنطقة إلى قسمين:
- الباج الشمالي أو الفاضلية
- الباج الجنوبي

### الحجير
نسبة إلى موقع اثري يبدو من بعيد كالحجارة الرابضة على الأرض، ويسمى بالجدار الميدي.

### الفارسية
نسبة إلى أحد الروافد التي تنطلق من نهر الفرات وتسقي أراضيها، اسمه الفارسية.

### الرويعية
وهي مركز ناحية جرف الصخر، توجد فيها دائرة البلدية، والمستوصف الصحي وجامع السلام، وبعض الأبنية الرسمية والمحلات التجارية، والأحياء السكنية، تسمى نسبة إلى رافد ينطلق من نهر الفرات في ناحية جرف الصخر يحمل هذا الاسم.

### صنيديج
تحتوي على قرى زراعية صغيرة وهي قرب مركز الناحية، وإن أصل التسمية جاءت من كلمة (صندوداء) كما يرى الشيخ علي القسام. ويعرفها ياقوت الحموي في كتابه (معجم البلدان) فيرى: «أنها سميت باسم صندوداء ابنة لخم بن صندوداء وبها قوم في كِندة وإياد العجم فقاتله أهلها فظفر بهم وخلّف بها سعد بن عمرو بن حرام الأنصاري».

### هور حسين
يشمل الجازية، والبوبهاني، والمناطق المحاذية للمسيب بين نهر الوند ومدينة المسيب، ويسكن هذه المقاطعة مع الجنابيين مجموعات عشائرية أخرى، فخذ الجمعة من السعيدات (النسب اليهم سعيدي)، والمعامرة، وشمر، والبو حمدان، والجبور (فخذ البو مصري)، والمسعود والرواجح.

## الجغرافية
ترتبط جرف الصخر بجغرافية منبسطة مفتوحة مع مدينتي الفلوجة وعامرية الفلوجة في محافظة الأنبار ومع العديد من مناطق الأنبار وتشكل الجناح الشرقي لقضاء الفلوجة وتتصل أيضا بمدن اللطيفية والإسكندرية واليوسفية والمحمودية.

## أصل التسمية
إن تسمية جرف الصخر اختلف فيه الكثير من الشخصيات والمؤرخين، لكن أحد الشخصيات يذكر عدة أسباب لهذه التسمية؛ ومنها:
- حيث أشار لها المستشرق (لوريمر) في كتابه (دليل الخليج) الذي عمل في تصنيفه (بين سنتي 1903-1905م) إلى سكن الجنابيين في شمال مدينة المسيب، وأنها تسمى (جروف).[18] وهذا ما كان يطلق عليها من قبل قوات الاحتلال الأمريكي لها.
- وردت الإشارة اليها بـ (الصَّخَرِي) في حوادث سنة 1214هـ/1799م حين خرج علي باشا لمقاتلة عشيرتي قشعم والدليم بعد عزل الحكومة العثمانية للشيخ  عبد العزيز الحبيب شيخ قشعم (الجشعم) متجهاً من المسيب،[19] وفي حوادث سنة 1233هـ/1817م.[20]
- ورد اسمها (جرف الصخر) عندما أرسلت حملة من قبل العثمانيين إلى عشيرة الصگور التابعة لعشيرة عنزة التي سيَّرها الخزندار يحيى آغا إلى جرف الصخر ومهاجمة تلك العشيرة، فتراجعت الحملة إلى قلعة الرويعية.[21]

لكن بالأصل جاءت تسميتها بسبب وجود عدد من السدود أو السنون الصخرية فيها، ومن هذه السنون هي:
1. سن أبو عُرف: وفيه يلتقي نهر الفرات بحافة الصحراء، وارضها مكسوة بالجير والنورة فهي منطقة قوية وصلبة لم يتمكن جرف النهر من اكتساحها حتى أن نهر الفرات يبدو فيها ضيقا، وهي من المناطق المحاذية لحدود ناحية جرف الصخر مع ناحية العامرية - قضاء الفلوجة.
2. سن دهيمش الحمادي: ويقع في منطقة الحجير، ويتكون من أنقاض صخرية جرفها نهر الفرات فبدت كأنها سد صخري، ولم يتبق منه شئ يذكر في الوقت الحاضر.
3. سن بطاح: ويقع في قرية جرد (غضيب الدهش)، وهو عبارة عن أنقاض صخرية تقف عل حافة النهر.
4. سن تليل الجص: وهو ما يعرف الآن بـ (الهبنة)، وهو عبارة عن أنقاض صخرية تشير بقاياها إلى أنها  أطلال لمدينة قديمة متهدمة كانت قائمة على ضفاف نهر الفرات في عصور بعيدة، وهو المكان الذي سميت به وقامت قربه جرف الصخر أول إنشائها.
5. سن الحمد: ويقع قرب مركز ناحية جرف الصخر السابق، وهو منطقة صخرية تعرضت لتعرية الانجراف النهري في الوقت الحاضر.

## التاريخ
كانت قصبة المسيب في عام 1817 ناحية تابعة إلى قضاء كربلاء، وفي عام 1925م أصبحت ناحية المسيب قضاءً تابعاً إلى (لواء الحلة)، وبالتالي صارت جرف الصخر ناحية تابعة لها، فعين مقرها بمكان يبعد عن المسيب بحوالي (14كم) إلى الغرب من جهة نهر الفرات اليمنى، وقد مرّ بها الرحالة «ألويس موسيل» سنة 1915م متجها من المسيب إلى الفلوجة (يوم 14 نيسان/أبريل 1915م) فقال:«عبرنا نهر العلقمي القديم الذي يمتد من شمال - الشمال الشرقي، وفي 8:10 عبرنا نهراً مماثلاً آخر بالقرب من خرائب الحوطة، واسترحنا مدة أخرى من الساعة 9:38 إلى 10:12 وفي الساعة الحادية عشرة رحبَّ بنا مدير الدرك بالمسيّب». ثم يشير إلى اجتيازه لمزارع مقاطعة البهبهاني (البوبهاني)، ثم يكمل وصف مناطق جرف الصخر عند البهبهاني حيث خرائب تل الأحيمر، وهو موقع آثاري يسيل له لعاب الرحالة، وخربة العلص (الألس) ومزارع الصنيديج والدوّاس؛ وبالقرب من الأخيرة يتفرع من الفرات نهر العجيدة القديم متجهاً نحو الجنوب الغربي.
وتقع على ضفة الفرات اليسرى حيث مقاطعات، نطقة أبي لوكة، ونيشان الجازية، والمرقدة (المركدة)، وفي يوم 20 نيسان/أبريل 1915 يبلغ الرحالة قرية الرويعية، ثم يستمر الحجيرة (الحجارة) ويقصد مقاطعة الحجير، وهي الأخرى موقع آثاري من بقايا الجدار الميدي، كما يرى وايزمن، وقد قدّر عرضها نحو عشر كيلومترات، كما ذكر خرائب المذبحة وأبو قبة.
وفي يوم 6 أيار/مايو 1915 زار الرحالة بئر الكليب وبئر فهّاد، وقبر الرصيّف في خربة قديمة شرقي نهر العلقمي، ثم يشير إلى منطقة الباج وقبر العنزي، ولأخير يقع على حافة الصحراء في مفرق للطرق، مقابل حدود منطقة الباج مع الحجير، ثم يسير على حافة الصحراء (الظهَرة) حتى يبلغ الصخرية، فيقول: ويملك الجنابيون الحقول الواقعة في شمال اللطيفية وهم فرع من الزبيد تحت زعامة بو صخرية.
وفي يوم 10و11 أيار/مايو يسير بمحاذاة مرتفع الفاضلية الصخري الذي يكاد يصل امتداده إلى الفرات تقريباً، وقد سمّاه دليله (كري سِعدة)، وذكر أنه توجد بعض لأجراف الصخرية الشمالية فقط سقوف تسمح بدخول الماء عند فيضان الفرات، وهذه سميت كما يرى أميلحة (البركة المالحة)، ثم يشير إلى اجتيازه خرائب الغطاس في منطقة العامرية، في يوم 30 أيار/مايو يخيم بجانب عشيرة الجنابيين أسفل من سدّ عالٍ لحماية سهل الخابوري الخصب من الفيضان.

## التعليم

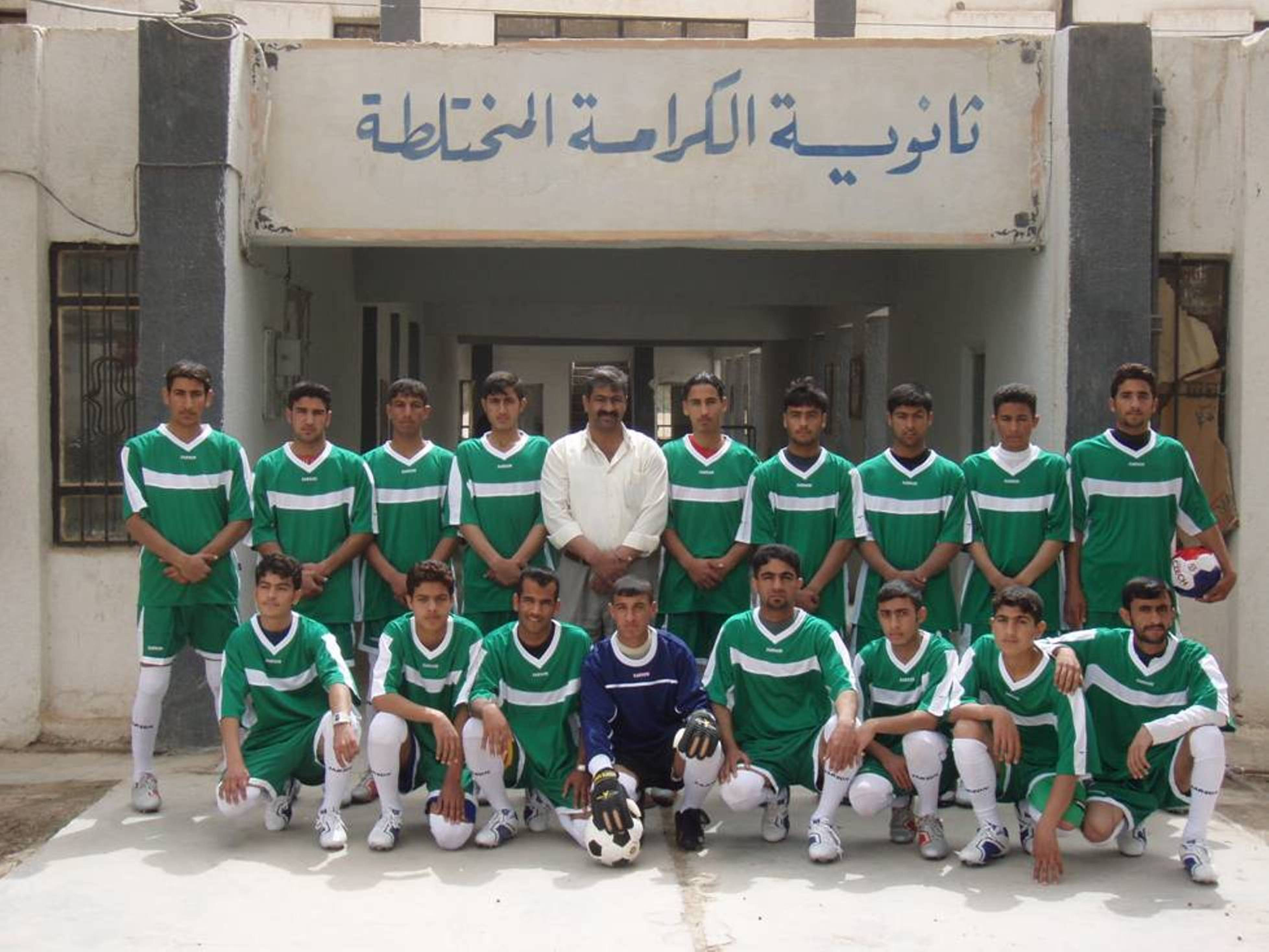
صورة طلاب مدرسة ثانوية الكرامة عام 2008

كان التعليم في معظم أرجاء العراق في العهد العثماني، وأكثر مراحل العهد الملكي مرتبطاً بتعليم الكتاتيب الاختياري ـ وهو ما يعرف بـ (الملا) ـ حيث يقوم بتعليم أطفال وفتيان القرى والمدن لقاء اجر زهيد، وكثيراً ما يكون كمية من المحاصيل الزراعية، أو السمن الحيواني، أو بعض الملابس مثل الزويني والعبادة حيث يبدأ (الملا) بتعليم التلميذ جزء عمّ من القرآن الكريم، ثم يستمر حتى يختتم قراءة القرآن الكريم، إذ تقام وقتها حفلة خاصة بذلك تدعى بـ (الختمة) فيمنح الملا على جهوده هذه مكافأة نقدية اوعينية تسمى بـ (ذبيحة وثوب)، وفي جرف الصخر اشتهرت العديد من الشخصيات بهذا اللقب أمثال: (ملا حسون الحمادي، ملا حسن إبراهيم السبع، ملا حسن حاج السبع، ملا حمد النايف، ملا محمد الهويدي، ملا حسين المهبول، ملا حسين النجم، ملا ناصر النطاح، ملا إبراهيم سبع الذيب، ملا ياس الخضير) وغيرهم، وقد بقي التعليم بهذا الشكل حتى أُنشأت أول مدرسة في جرف الصخر عام 1931م، والتي ظلت تتراوح بين صف أو صفين (فصل دراسي) إلى مدة طويلة، وكان معلمها (احمد أفندي) قد نظم ارجوزة يقول فيها:

## مشاكل أمنية

### رأي الحشد الشعبي
عانت ناحية جرف الصخر من اضطرابات أهلية بعد عام 2003م نتيجة لنشوء الجماعات الإرهابية ومنها تنظيم القاعدة ضد الأمريكان، وكذلك لوجود جماعات مسلحة أخرى وكذلك لوجود تنظيمات مختلفة مثل تنظيم القاعدة والتي قامت بعمليات انتحارية عديدة ضد المواطنين العراقيين والحكومة العراقية وأخطرها سيطرة تنظيم داعش على الناحية بعد أحداث 09-06-2014 والتي أدت لسقوط محافظة الموصل ومناطق واسعة من محافظة صلاح الدين ومحافظة ديالى ومحافظة الأنبار وشمال محافظة بابل ومناطق أخرى.
عادت الناحية للحكومة العراقية بعد تنفيذ عملية عاشوراء التي بدأت يوم 24-10-2014 وشاركت فيها القوات العراقية وفصائل الحشد الشعبي من كتائب حزب الله ومنظمة بدر وعصائب أهل الحق وسرايا السلام والمتطوعين، بقيادة وزير الداخلية العراقي محمد سالم الغبان.
وقررت حكومة بابل إغلاق جرف الصخر لثمان (8) أشهر، وذلك لرفع العبوات الناسفة ومعالجة الدور المفخخة، وكذلك هناك مشاريع لبناء مصفى الجرف وتأهيل البنايات والطرق في القضاء، وقد أعلن أحد أعضاء مجلس محافظة بابل أن عودة الأهالي النازحين ستتم بعد انتهاء المدة المقررة وهي الثمان أشهر. ولكن المنطقة بقت مغلقة عسكرياً منذ تحريرها من داعش وحتى الآن. وتحتوي حالياً على مقرات ومخازن سلاح ومعسكرات وسجون تابعة للحشد الشعبي (كتائب حزب الله).
وصرح معاون مسؤول المكتب السياسي لدعم الحشد الشعبي محور (كربلاء ـ النجف) الدكتور جليل الهنون بأن ضحايا الحشد الشعبي والجهد الهندسي في عملية عاشوراء بلغو 127 فرداً.

## تغيير الاسم
في 10 آذار 2016 أُعلن أن مجلس محافظة بابل غيّرَ اسم ناحية جرف الصخر إلى ناحية جرف النصر.

### رأي أهالي الجرف
يعتبر الأهالي تغيير الاسم غير منصف، ومفروض بالقوة، لإنها تحمل اسم تاريخي لعدة قرون، وأيضًا مرتبط بالعشائر المتواجدة في تلك الناحية، وبالخصوص عشيرة الجنابيين، لأن أغلب شيوخها وشخصياتها من تلك الناحية، لذلك ربما يعتبره البعض اسم عشائري أكثر مما هو اسم لمدينة.

## تهجير الجنابيين من جرف الصخر

لافتة يظهر عليها اسم جرف الصخر

مخيم في صحراء بزيبز لبعض نازحي جرف الصخر يوم 7 أيار سنة 2021، وقد قضوا 7 سنوات مهجّرين

تُعدّ ناحية جرف الصخر، الواقعة نحو 80 كليومتراً جنوبيّ بغداد من أهم ديار عشيرة الجنابيين، وقد سيطر عليها تنظيم الدولة الإسلامية (داعش) سنة 2014، وبعد إخراج داعش منها، لم يستطع أهالي جرف الصخر العودة إلى ديارهم حتى الآن، ويسيطر عليها الحشد الشعبي، الذي غير اسمَها إلى جرف النصر، في حين يُصرّ اهالي الجرف المهجّرين على تسميتها جرف الصخر. وفي يوم 11 تشرين الأول سنة 2020، ذكرَ النائب في البرلمان العراقي عبد الكريم عبطان أن عدنان الجنابي أحد شيوخ الجنابيين «ذهب إلى طهران، وهناك قالوا له ان الحل ليس لدينا اذهب إلى بيروت والتقي مع محمد كوثراني»، وقال عبد الكريم عبطان «في لبنان أيضا لم يجد شيخ الجنابيين الحل، واكتشف ان الامر أكبر من ذلك، وعاد دون ان يحصل على جواب على سؤاله: لماذا لا يعود سكان الجرف؟».

## آثار ناحية جرف الصخر
| اسم الموقع            | التصنيف | اسم القرية | الدور التاريخي    |
| إبراهيم الهيثمي       | تل      |            | إسلامي            |
| أبو غذام              | تل      |            | إسلامي            |
| أبو غزف               | تل      |            | إسلامي            |
| الأحَيمر               | تلول    |            | إسلامي            |
| الأسود (جرعة الأسود) ‏ | تل      | البوبهاني  |                   |
| التراب (تل)           | تل      |            | إسلامي            |
| جرعة حلوة             | تل      |            | إسلامي            |
| الحجارة               | تل      |            | إسلامي            |
| الحسينية              | تل      |            | إسلامي            |
| حويش الراجح ‏          | تل      |            | إسلامي            |
| الدعالج ‏              | تلول    | البوبهاني  | إسلامي            |
| زعير                  | تل      |            | إسلامي            |
| السريديب              | تل      |            | إسلامي            |
| سيف                   | قبر     |            | إسلامي            |
| فرخ أبو عدل           | تل      |            | إسلامي            |
| فيضة                  | تل      |            | إسلامي            |
| مثوى                  | قبر     |            |                   |
| المذبحة               | تل      | الفارسية   | إسلامي            |
| مراد العمران          | تل      |            | إسلامي            |
| هور حسين              | تل      | هور حسين   | إسلامي            |
| الخور ‏                | تل      |            |                   |
| الرفة ‏                | تل      |            |                   |
| المكسر ‏               | تل      | البوبهاني  |                   |
| تلول العفناليات ‏      | تلال    | الحجير     | مجموعة تلال أثرية |
| السودة ‏               | تل      | الفاضلية   |                   |
| الأحمد ‏               | تل      | الحامية    |                   |
| معتوك ‏                | تلول    | الحامية    | أثرية             |

## وصلات خارجية
- محمد الحلبوسي: أي قوة رسمية لا تستطيع أن تأخذ صورة في جرف الصخر